# Филибер де Грамон-Тулонжон
Филибер де Грамон (фр. Philibert de Gramont; 1552, замок Бидаш — август 1580, Ла-Фер), граф де Грамон и де Гиш — французский аристократ.

## Биография
Сын Антуана I де Грамона, графа де Грамона и де Гиша, и Элен де Клермон, дамы де Трев, Тулонжон и Сен-Шомон.
Суверен Бидаша, граф де Лувиньи, сеньор де Тулонжон, де Мюссидан и де Сен-Шомон, виконт д'Асте и барон дез Англь, мэр Байонны, капитан пятидесяти тяжеловооруженных всадников. Наследовал отцу в 1576.
Друг детства Генриха Наваррского. 16 августа 1567 отец женил его на Диане д'Андуэн, известной как Прекрасная Коризанда, виконтессе де Лувиньи, даме де Лескён, единственной дочери и наследнице Поля д'Андуэна, виконта де Лувиньи, сеньора де Лескёна, и Маргерит де Кона. Благодаря этому браку домены Грамонов соединялись с крупными владениями Андуэнов, в том числе графством Лувиньи, баронией Лескён и различными вигьериями, зависимыми от сеньории Андуэн. Брачный контракт был подписан в замке По 7 августа 1567 и засвидетельствован Жанной Наваррской, Генрихом Наваррским, Катрин де Бурбон, Гастоном де Беарном, сеньором д'Апремоном.
В 16 лет был назначен сенешалем Беарна, в 1568 году сопровождал королеву Жанну и Генриха в Ла-Рошель, когда его отец граф де Грамон сражался в Беарне с войсками Карла IX. Коризанда с ними не поехала, так как Жанна оставила ее поддерживать связь с наваррцами, осажденными королевским военачальником Терридом.
В 1575 году вместе с Генрихом находился при французском дворе и был одним из пяти сеньоров, участвовавших в побеге Наваррца во время охоты. Когда в следующем году Генрих вернулся в протестантскую веру, Филибер его примеру не последовал и вернулся в свою роту, чему способствовали его подозрения о любовной связи жены с королем. Соединившись с д'Антра и еще несколькими католическими сеньорами, чтобы остановить стремительное продвижение в Беарне протестантской партии, он набрал импровизированную армию, с которой в несколько дней овладел городом Мирандом, где оборонялся Сен-Крик. Генрих Наваррский позднее безуспешно пытался отбить это место. Королевский наместник в Гиени маркиз де Виллар призвал беарнских католиков на помощь и граф де Грамон с шевалье д'Антра, губернатором Марсьяка, и сеньорами де Гондреном, де Бажарданом и де Массе перенес военные действия в Борделе, начав кампанию со взятия замка Мансье.
В 1577 году борьба в Лангедоке и Гаскони продолжалась с переменным успехом, пока королева-мать не отправилась в поездку на юг для заключения Неракского мира. По этому случаю Грамон снова увиделся с королем Наваррским и «два друга детства со слезами обнялись, поклявшись больше не расставаться». Екатерина Медичи, стремившаяся ослабить Наваррца, сообщила Филиберу все, что ей было известно о связи Генриха с Дианой, после чего граф де Грамон и его шурин Жан де Дюрфор, барон де Дюрас, покинули наваррский двор и через несколько месяцев со своими ротами сражались в войсках маршалов Бирона и Матиньона против кальвинистов в Гиени. Затем Грамон отправился на осаду Ла-Фера, где 2 августа 1580 ему ядром оторвало руку, отчего граф, подававший большие надежды как военачальник, вскоре скончался к большому огорчению двора, ценившего его мужество и рассудительность.
Дети:
- герцог Антуан II де Грамон (ок. 1572—1644)
- Катрин. Муж (25.12.1591): Франсуа-Номпар II де Комон (ум. после 1623), граф де Лозён

Бастарда:
- Франсуаза